# Ali Assadalla
Ali Assadalla (en árabe: علي أسد الله‎; Manama, 19 de enero de 1993) es un futbolista bareiní, nacionalizado catarí, que juega en la demarcación de centrocampista para el Al Sadd SC de la Liga de fútbol de Catar.

## Selección nacional
Tras jugar con la selección de fútbol sub-20 de Catar, finalmente hizo su debut con la selección absoluta el 21 de diciembre de 2013 en un encuentro amistoso contra Baréin que finalizó con un resultado de empate a uno tras los goles de Almahdi Ali Mukhtar para Catar, y de Faisal Bodahoom para Baréin.

#### Participaciones en Copas del Mundo
| Mundial           | Sede  | Resultado      | Partidos | Goles |
| ----------------- | ----- | -------------- | -------- | ----- |
| Copa Mundial 2022 | Catar | Fase de grupos | 1        | 0     |

## Clubes
| Club       | País  | Año    | Partidos | Goles |
| ---------- | ----- | ------ | -------- | ----- |
| Al Sadd SC | Catar | 2010 - | 179      | 23    |

## Palmarés

### Campeonatos nacionales
| Título                              | Club       | País  | Año  |
| ----------------------------------- | ---------- | ----- | ---- |
| Liga de fútbol de Catar             | Al Sadd SC | Catar | 2013 |
| Liga de fútbol de Catar             | Al Sadd SC | Catar | 2019 |
| Copa del Emir de Catar              | Al Sadd SC | Catar | 2017 |
| Copa del Jeque Jassem               | Al Sadd SC | Catar | 2014 |
| Copa Príncipe de la Corona de Catar | Al Sadd SC | Catar | 2017 |
| Copa de las Estrellas de Catar      | Al Sadd SC | Catar | 2010 |

### Campeonatos internacionales
| Título                      | Club                         | País  | Año  |
| --------------------------- | ---------------------------- | ----- | ---- |
| Liga de Campeones de la AFC | Al Sadd SC                   | Catar | 2011 |
| Copa de Naciones del Golfo  | Selección de fútbol de Catar | Catar | 2014 |